# Travels with My Aunt
Travels with My Aunt is een Amerikaanse filmkomedie uit 1972 onder regie van George Cukor. Het scenario is gebaseerd op de gelijknamige roman uit 1969 van de Britse auteur Graham Greene.

## Verhaal
Augusta Bertram wil haar nette, teruggetrokken neef Henry opbeuren na de dood van zijn moeder. Ze neemt hem mee op reis door Europa. Op die manier hoopt ze een oude minnaar terug te vinden. Ze belanden in Istanboel en Parijs. Henry wordt almaar minder verlegen.

## Rolverdeling
| Acteur                  | Personage         |
| ----------------------- | ----------------- |
| Maggie Smith            | Augusta Bertram   |
| Alec McCowen            | Henry Pulling     |
| Louis Gossett jr.       | Wordsworth        |
| Robert Stephens         | Ercole Visconti   |
| Cindy Williams          | Tooley            |
| Robert Flemyng          | Crowder           |
| José Luis López Vázquez | Achille Dambreuse |
| Raymond Gérôme          | Mario             |
| Daniel Emilfork         | Kolonel Hakim     |
| Corinne Marchand        | Louise            |
| John Hamill             | Man van Crowder   |
| David Swift             | Inspecteur        |
| Bernard Holley          | Bobby             |
| Valerie White           | Mevrouw Dambreuse |
| Antonio Pica            | Elegante man      |